# Мечислав Цибульський
Мечислав Цибульський (пол. Mieczysław Cybulski; 16 березня 1903 — 13 серпня 1984) — польський кіноактор.

## Біографія
Мечислав Цибульський народився у Російській імперії. Закінчив гімназію у Москві і працював шофером у Варшаві. Акторську освіту здобув на курсах у Кіностудії К. Меглицького. Дебютував у кіно у 1927 році. У часі Другої світової війни він поїхав до Великої Британії та після війни у США. Закінчив акторську кар'єру та працював у польському ресторані в Техасі. Помер у Форт-Лодердейлі у Флориді.

## Вибрана фільмографія
- 1932 — Сто метрів любові / Sto metrów miłości
- 1934 — Молодий  ліс / Młody las
- 1935 — Рапсодія Балтики / Rapsodia Bałtyku
- 1939 — Про що не говорять